# Quinte (escrime)
Pour les articles homonymes, voir Quinte (homonymie).
La quinte est la cinquième position d'arme en escrime.
Il existe en fait deux quintes distinctes :
- La quinte "haute" (au-dessus de la tête)
- La quinte "basse"

## Quinte Haute

### Description

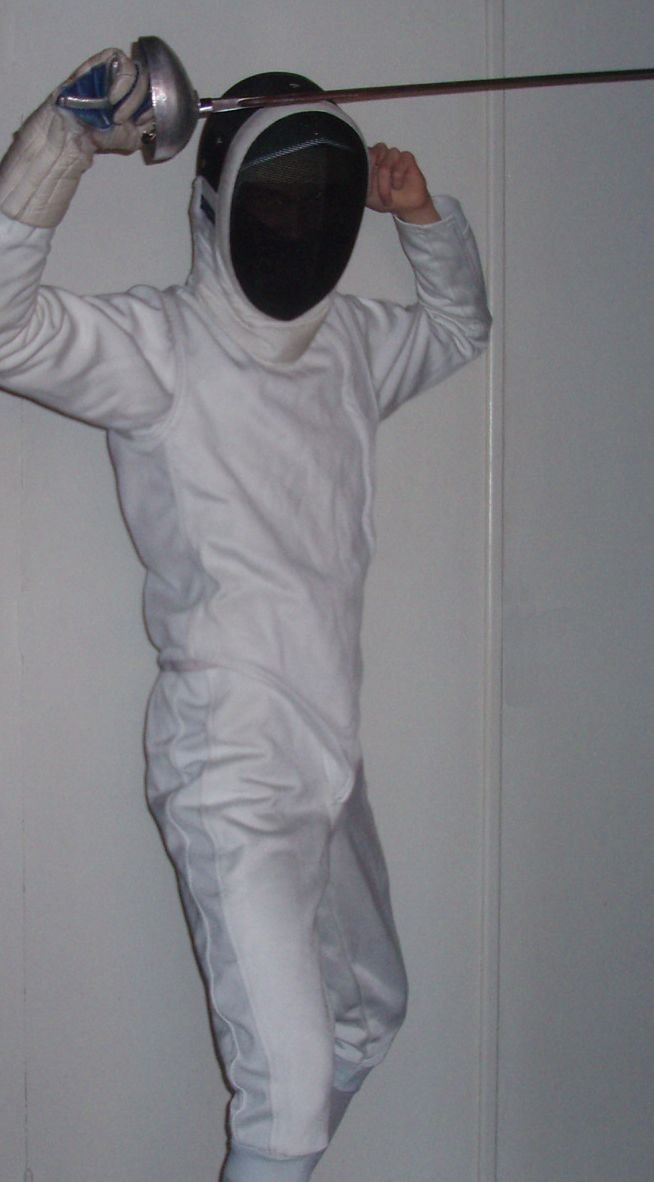
Les positions d'escrime : la Quinte haute (à l'épée)

Utilisée au sabre. La lame se positionne horizontalement au-dessus et en avant de la tête.

### Utilisation
Elle est utilisée afin de pouvoir parer les attaques visant les parties hautes du corps (tête, épaules). Cette position n'a aucune utilité à l'épée et au fleuret où les coups sont portés avec la pointe (estoc)

## Quinte Basse

### Description

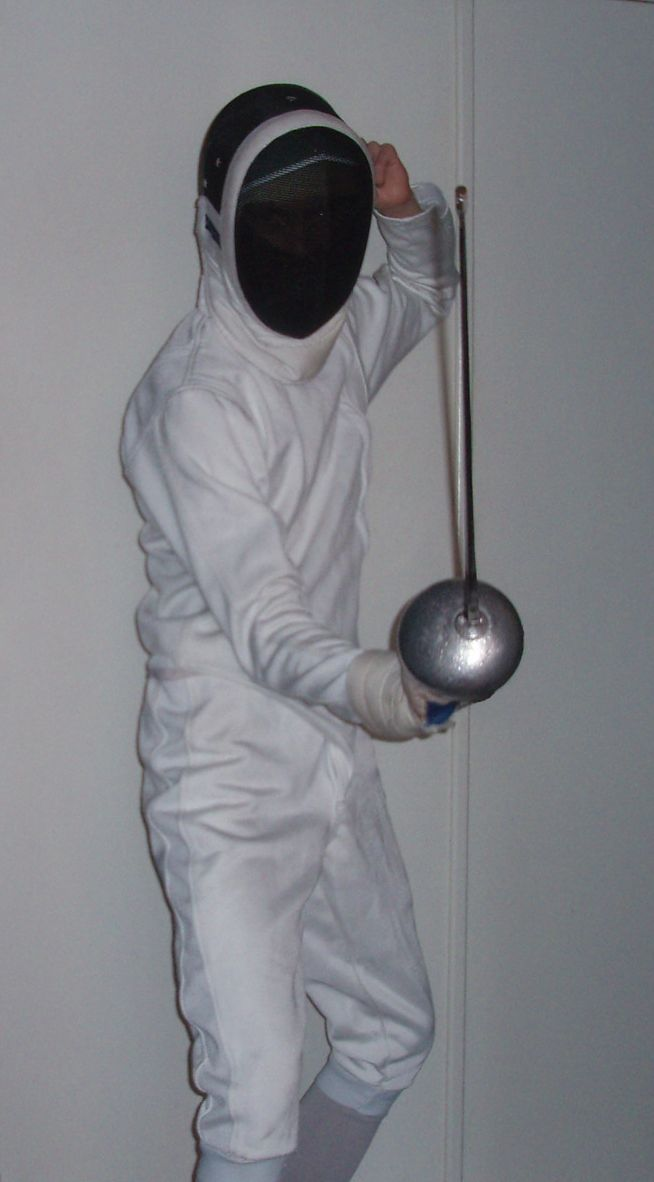
Les positions d'escrime : la Quinte basse (à l'épée)

C'est en fait une position de quarte, mais en pronation : les ongles sous la main (la quinte est à la quarte ce que la tierce est à la sixte).

### Utilisation
Au fleuret et à l'épée, cette position est principalement utilisée dans la parade de "quinte en cédant" (appelée à tort "quarte en cédant").